# Heterelmis stephani
Heterelmis stephani är en skalbaggsart som beskrevs av Brown. Heterelmis stephani ingår i släktet Heterelmis och familjen bäckbaggar. Inga underarter finns listade i Catalogue of Life.